# Comuna Lemvig
Lemvig (Lemvig Kommune) este o comună din regiunea Midtjylland, Danemarca, cu o suprafață totală de 516,63 km².